# Артефакты Кимбая

Один из «летательных аппаратов» Кимбая

Артефа́кты Кимба́я — ювелирные украшения культуры Кимбая IV—VII веков, имеющие сходство с летательными аппаратами XXI века.

## Общие сведения
Среди многочисленных ювелирных фигурок культуры Кимбая, найденных в современной Колумбии, имеется некоторое число похожих на летящих животных. Они получили название Птиц Отун (исп. Pájaros del Otún), по месту обнаружения первого из подобных образцов, то есть реки Отун в департаменте Рисаральда.

## История

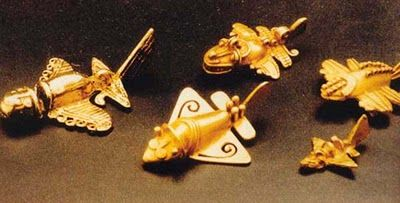

В 1969 году в нью-йоркском музее «Метрополитен» проходила выставка экспонатов «Музея золота» (исп. Museo del Oro) города Богота, среди которых демонстрировались и Птицы Отун. Первым из обративших внимание на их сходство с самолётами стал посетивший выставку американский ювелир Эммануэль Стауб (англ. Emanuel Staub). Он сделал несколько копий, которые передал Айвену Сандерсону, натуралисту, популяризатору криптозоологии и неуместных артефактов, придумавшему сами эти термины, среди прочего, рассказавшего о личной встрече с конгамато в Камеруне.
Проанализировав возможные варианты, А. Сандерсон пришёл к заключению, что полученные фигурки не могут быть зооморфными, как до сих пор предполагалось, и, скорее всего, изображают летательные аппараты. Для разъяснения ситуации он обратился к известному специалисту по аэродинамике, одному из разработчиков вертолётов Белл, Артуру Янгу (англ. Arthur Middleton Young) и инженеру ВВС США Джеку А. Аллричу (англ. Jack A. Ullrich). Полученные ответы были прямо противоположными и, таким образом, не исключали правильность догадки, что подвигало А. Сандерса на ряд публикаций. Как следствие сенсации возник массовый интерес к золотым «доколумбовым самолётам». В различных музеях мира было найдено около трёх десятков подобных изображений.
Усилиями сторонников палеоконтакта и, в частности, Эриха фон Дэникена, идея «доколумбовых самолётов» стала настолько популярна, что их даже выбрали в качестве одного из символов Ассоциации палеокосмонавтики (англ. Archaeology, Astronautics and SETI Research Association (AAS RA)).

## Реконструкция «доколумбовых самолётов»
В 1994 году увлекавшиеся авиамоделизмом немецкие энтузиасты Альгунд Энбоом (нем. Algund Eenboom), Петер Белтинг (нем. Peter Belting) и Конрад Любберс (нем. Conrad Lübbers) создали упрощённые радиоуправляемые масштабные модели «доколумбовых самолётов», снабдив их двигателями. Пробные запуски показали, что объекты обладают аэродинамическими свойствами.

## Мнение научного сообщества

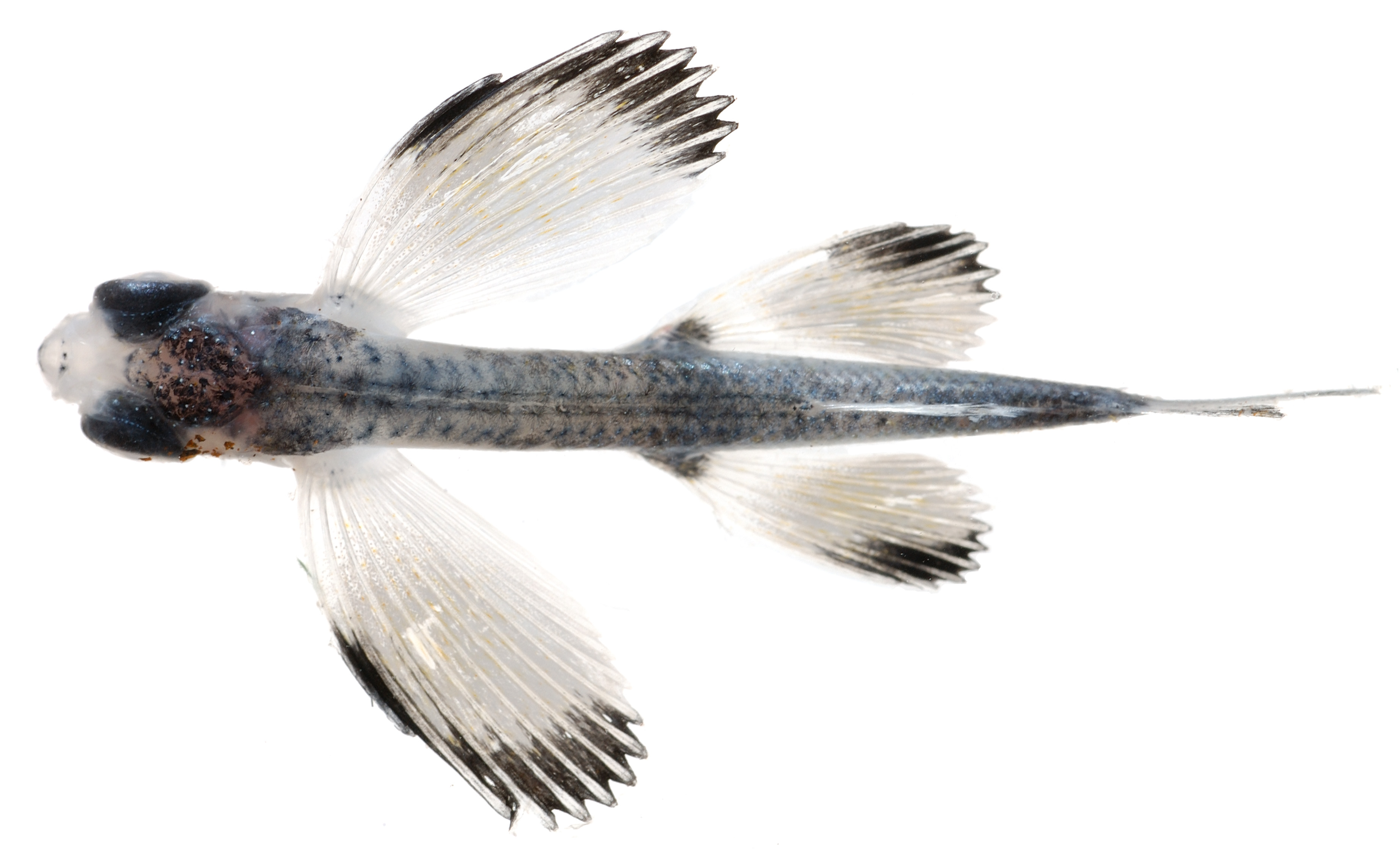
Один из видов летучей рыбы (Hirundichthys)

Мнение научного сообщества не претерпело никаких изменений в связи с сенсационными публикациями в СМИ. Оно всегда считало крылатые фигурки Кимбая стилизованными изображениями птиц, ящериц, амфибий, летучих рыб и насекомых, причём типичных для того региона. Из аргументов несостоятельности идеи «доколумбовых самолётов» обычно приводят следующие:
- Среди металлических артефактов этих культур встречаются только мелкие, например ножи, или декоративные предметы, но не механизмы.
- Создание современного самолёта требует владения многими технологическими процессами, например прокаткой или сваркой, но ничего подобного у этих культур не обнаружено.
- Создание современного самолёта требует производства разных металлов, например титана или алюминия, что у этих культур не встречается.
- Авиация требует наличия инфраструктуры — производства топлива, эксплуатации аэродромов, что также у этих культур отсутствовало.